# Demetrius Williams
Demetrius Terrell Williams (Concord, 28 marzo 1983) è un giocatore di football americano statunitense che gioca nei Cleveland Browns.

## Carriera universitaria
Ha giocato negli Oregon Ducks squadra rappresentativa dell'università dell'Oregon.

## Con i Baltimore Ravens
Al draft NFL 2006 è stato selezionato come 111a scelta assoluta dai Baltimore Ravens, ha debuttato nella NFL il 10 settembre 2006 contro i Tampa Bay Buccaneers indossando la maglia numero 87.
Con i Ravens è rimasto 4 anni dove ha trovato pochi spazi, il 4 settembre 2010 è stato svincolato.

## Con i Cleveland Browns
Ha firmato il 26 ottobre 2010, scegliendo come nuovo numero di maglia l'88. Ha giocato solamente due partite ma non da titolare.

### Statistiche nella stagione regolare
Legenda: PG=Partite giocate PT=Partite da titolare R=Ricezioni YR=Yard su ricezione TR=Touchdown su ricezione RF=Fumble su ricezione TT=Tackle T=Tackle TA=Tackle assistito FS=Fumble subiti FP=Fumble persi FR=Fumble recuperati.
| Stagione | Squadra          | PG | PT | R  | YR  | TR | RF | TT | T | TA | FS | FP | FR |
| -------- | ---------------- | -- | -- | -- | --- | -- | -- | -- | - | -- | -- | -- | -- |
| 2006     | Baltimore Ravens | 16 | 1  | 22 | 396 | 2  | 0  | 1  | 1 | 0  | 0  | 0  | 0  |
| 2007     | Baltimore Ravens | 9  | 4  | 20 | 290 | 0  | 0  | 0  | 0 | 0  | 0  | 0  | 0  |
| 2008     | Baltimore Ravens | 7  | 0  | 13 | 180 | 1  | 0  | 0  | 0 | 0  | 0  | 0  | 0  |
| 2009     | Baltimore Ravens | 12 | 0  | 8  | 142 | 1  | 0  | 1  | 1 | 0  | 0  | 0  | 0  |
| 2010     | Cleveland Browns | 2  | 0  | 0  | 0   | 0  | 0  | 0  | 0 | 0  | 0  | 0  | 0  |

- (EN)  La sua scheda su NFL.com.

## Record personali in una stagione
Legenda: YR=Yard su ricezione TR=Touchdown su ricezione.
| YR        | TR      |
| --------- | ------- |
| 396 ('06) | 2 ('06) |

## Vittorie e premi
Nessuno.